# أكاذيب سمكة (ديوان شعر)
أكاذيب سمكة هو ثالث ديوان شعري من تأليف الكاتبة الجزائرية أحلام مستغانمي، صدر سنة 1993 باللغة العربية.